# Сова Галина
Галина Сова (30 травня 1981) — українська художниця, член Національної спілки художників України.

## Біографія
2000 року закінчила училище Київського інституту післядипломної освіти педагогічних кадрів м. Біла Церква за спеціальністю «Педагогіка та методика образотворчого мистецтва».
2007 року отримала диплом за спеціальністю «Педагогіка та методика образотворчого мистецтва» Київського міського педагогічного університету ім. Б. Д. Грінченка.
Живе і працює в Києві.

## Участь у виставках
- КОНСХУ, Будинок художника, Всеукраїнська різдвяна художня виставка, 2011, Київ
- Всеукраїнська виставка образотворчого мистецтва присвячена 70 — літньому ювілею Івана Миколайчука, 2011, Чернівці
- Всеукраїнська триєнале «ПРЕЧИСТА», 2011, Чернівці
- Галерея КОНСХУ «Митець» виставка молодих художників «Зелена хвиля», 2012, Київ
- Триєнале «Український фолькмодерн», 2012, Чернівці
- Галерея КОНСХУ «Митець» виставка «Ню», 2012, Київ
- ДХВУ «Україно, славний край козачий», 2012, Черкаси
- КОНСХУ, Будинок художника, всеукраїнська художня виставка до Дня художника, 2012, Київ
- КОНСХУ, Будинок художника, Всеукраїнська різдвяна художня виставка, 2013, Київ
- Галерея КОНСХУ «Митець», виставка живопису молодих художників «Зелена хвиля», 2013, Київ
- ДХВУ, «Щедрість рідної землі», 2013, Кмитів
- КОНСХУ, Будинок художника, «Жіночий портрет», 2013, Київ
- КОНСХУ, Будинок художника, триєнале «Живопис-2013», 2013, Київ
- Різдвяна виставка, Галерея М-1, 2014, Київ
- Всеукраїнська художня виставка «Щедрість рідної землі» до Великодня (натюрморт) Кмитівський музей образотворчого мистецтва імені Й. Д. Буханчука, 2014, Кмитів
- Ювілейна виставка до 45 річчя КОНСХУ/ 1969—2014, 2014, Київ
- Всеукраїнська художня виставка «Мальовнича Україна» до 200-літнього ювілею від дня народження Тараса Шевченка, 2014, Черкаси
- Учасниця всеукраїнської програми «ЗОЛОТИЙ ФОНД НАЦІЇ», 2014, Київ

## Персональні виставки
- Персональна виставка живопису у Ірпінський краєзнавчий музей, 2009, Ірпінь
- КОНСХУ, Будинок художника, персональна виставка живопису, 2013, Київ